# Intuitu personæ
Intuitu personæ es una locución latina que significa «en función de la persona» o «respecto a la persona» o «en atención a la persona», atendiendo a las cualidades de la persona, elegirlo por sus características especialmente utilizada para calificar una relación existente entre dos o más personas, o una determinada circunstancia, que no puede ser transportada o transferida a terceras personas (pues depende específicamente de la o las personas involucradas). Por ejemplo y en el ámbito  del Derecho, puede tratarse así el contrato de trabajo nominativo (contrato por obligación), y también puede referirse al contrato matrimonial (en el que la naturaleza e identidad de los cónyuges o contrayentes es intransferible). En resumen, Intuitu personæ hace referencia a aquellos actos o contratos en que la identidad o determinadas características personales de una parte (o de ambas) son factor determinante de su celebración. 
Según los distintos regímenes jurídicos, ciertos actos o contratos pueden considerarse intuitu personae por su propia naturaleza y en todos los casos; así ocurre con los contratos de trabajo, con las sociedades colectivas, con la constitución de usufructo, las donaciones, o los derechos de uso y habitación.
En otros actos o contratos, esta característica puede derivar o depender de las circunstancias, o puede consignarse por estipulación expresa. Así, una compraventa o un arrendamiento pueden haberse celebrado intuitu personae, si así se ha hecho constar en el instrumento respectivo, y aun sin ello cuando las circunstancias particulares lo demuestran.
En el lenguaje jurídico y empresarial, en ciertos casos se consideran de particular importancia las cualidades personales de los sujetos contratantes, en cuanto el acuerdo está basado en la confianza personal mutua y en las competencias y habilidades de los involucrados, cuestiones que ciertamente son intransferibles; normalmente se considera en estas situaciones que la muerte de uno de los sujetos contratantes disuelve la propia relación contractual.
En el derecho común o civil, por lo general la ley de contratos lo trata bajo la rúbrica de un contrato personal de servicios, aunque a veces sin hacer referencia explícita a la máxima latina.

## Presentación
Como ya se dijo, el intuitu personæ es una referencia directa a la propia persona o a la del otro contratante. La cuestión central radica en la identidad de los contratantes. Si bien el intuitu personæ evoca principalmente los elementos que individualizan oficialmente a una persona (como ser apellidos y nombres propios, edad, domicilio, documento, etc.), una segunda definición enuncia que la identidad también es el conjunto de las características físicas y morales que caracterizan a un ser preciso, y hacen de él mismo una persona única. (y según los casos, se considerará necesaria o no la identidad jurídica, y se considerará necesaria o no la participación de intermediarios).
Principalmente y con más frecuencia, es la identidad calificada de moral la que más se toma en cuenta, o sea, son tomadas en cuenta esencialmente las calidades de la persona : su habilidad y competencia, su imaginación, su saber-hacer, sus conocimientos y sus diplomas obtenidos, su moralidad, como bien lo ha evocado en su sentencia del 3 de noviembre de 1994, la Cour d'appel de París.

Autrement dit, l'attention se porte sur la personnalité plus que sur la personne. Elle peut intéresser par ses particularités physiques, sous réserve de ne pas réaliser une discrimination, qu'elles soient psychiques, philosophiques ou sociales. Une extériorisation de la prise en compte de la personnalité est la pratique des tests, avant l'embauche d'un salarié, mais aussi, parfois, avant la signature d'un contrat d'affaires, comme pour devenir franchisé ou concessionnaire. Dans le droit de la distribution, l'intuitu personæ se manifeste souvent, aux yeux des tiers, par l'appartenance à un réseau, identifié lui-même par divers signes de ralliement de la clientèle. 

Pero hay otra manera de considerar al intuitu personæ, y es tener en cuenta que así se marca una confianza particular recíproca entre los contratantes. Se dice particular, pues todo contrato requiere confianza recíproca entre quienes contratan, ya que casi siempre la ejecución no es instantánea.
Pero el término confianza aquí esconde dos estados. La confianza expresa lo que una persona siente, pero también lo que la misma busca hacer sentir en la otra parte. Se contrata a una persona dada y sin posibilidades de hacer transferencia, porque el tiempo y/o ciertas pruebas, han dado nacimiento y han consolidado un sentimiento de confianza hacia ella. Pero también se elige o cuenta la otra parte, en consideración que la misma puede generar las condiciones para hacer nacer en el otro la confianza. Así, la confianza por ejemplo en el desempeño y la lealtad, depende de numerosos elementos, entre los cuales algunos podrían ser medidos técnicamente. La lealtad, algo que particularmente en los últimos años ha sido puesto en valor, sin duda es una faceta de la confianza.
En resumen e insistiendo, hay contratos en los cuales una persona hace confianza a la otra parte de una manera especial, y destacando que la consideración de la persona es un elemento esencial del contrato. Ello por cierto no implica afirmar que la consideración de la persona va o puede ir de un lado para otro, por influencia de la subjetividad de las valoraciones.
La necesidad de tener confianza nace de los riesgos generales inherentes al propio contrato. Un elemento aparentemente subjetivo, con frecuencia reenvía al análisis objetivo de las cláusulas contractuales y/o de los vínculos que se establecen. De todas maneras, esto tampoco significa que en la práctica y de una u otra manera, esta confianza no pueda ser establecida también con otras personas diferentes de los contratantes.

## Régimen especial de los actos o contratos celebradosintuitu personæ
Las legislaciones suelen dar efectos particulares a esta característica, sobre todo en dos aspectos.

### Consecuencias del error sobre la persona
La ley puede establecer que el error de una de las partes sobre la persona del otro contratante vicia el consentimiento del primero únicamente cuando el contrato es intuitu personæ. Así ocurre en Chile, cuyo Código Civil contiene esta disposición (art. 1455): "El error acerca de la persona con quien se tiene intención de contratar no vicia el consentimiento, salvo que la consideración de esta persona sea la causa principal del contrato".

### Ejecución personal de las obligaciones e imposibilidad de su delegación o transferencia
En los contratos de esta clase, la parte cuya identidad o características personales dieron lugar a su celebración debe cumplir las obligaciones que le imponga en forma personal, sin posibilidad de delegarlas ni de que se transfieran a un tercero sin la conformidad del otro contratante. Por la misma razón, su muerte o incapacidad, o su imposibilidad de cumplir esas obligaciones, tienen efectos que no son los generales respecto de la vigencia o extinción de las obligaciones y del contrato mismo.